# Relations entre la France et le Japon
Les relations franco-japonaises (日仏関係, Nichi-Futsu kankei) débutent de manière fortuite au XVIIe siècle lorsqu'un samouraï et ambassadeur japonais, Hasekura Tsunenaga, dans sa route vers Rome, fait escale pour quelques jours dans le sud de la France.
Après la longue période isolationniste du Japon (sakoku), la France et le Japon sont devenus de grands partenaires depuis la seconde moitié du XIXe siècle. Les deux pays ont échangé autant dans les domaines militaire et économique que dans le domaine artistique. Le Japon a modernisé son armée avec l'aide du français Jules Brunet. La France a aidé le Japon à développer ses moyens de construction navale et a participé au développement des lois japonaises.
En France, l'influence japonaise s'est fait sentir dans le domaine artistique. Le Japon a ainsi inspiré les impressionnistes et est à l'origine du japonisme.

## Histoire
La France n'est pas concernée par l'Ambassade Tenshō (1582-1590).

### Début de l'époque d'Edo (XVIIeetXVIIIesiècles)
En 1615, Hasekura Tsunenaga, un samouraï japonais, envoyé à Rome par son suzerain le daimyo Date Masamune, fait escale quelques jours à Saint-Tropez. C'est le premier contact connu entre Français et Japonais. En 1619, le Français François Caron, qui a émigré aux Pays-Bas, entre dans la compagnie néerlandaise des Indes orientales et devient le premier Français à officiellement poser le pied sur le sol japonais. Il reste vingt ans au Japon et devient directeur de la compagnie au Japon. Il fonda plus tard la compagnie française des Indes orientales.
En 1636, Guillaume Courtet, un prêtre dominicain français, pénètre au Japon en toute clandestinité, malgré l'interdiction du christianisme au Japon. Il est capturé et emprisonné à Kagoshima pendant un an. Il est emmené à Nagasaki où il est jugé, torturé et exécuté en septembre 1637, devenant l'un des seize martyrs de Nagasaki. Aucun Français ne pénètre plus au Japon entre 1640 et 1780 à la suite de la politique de sakoku.
En 1787 Jean-François de La Pérouse visite l'archipel Ryūkyū. Le détroit entre Sakhaline et Hokkaidō porte aujourd'hui son nom.

### Réouverture du Japon auXIXesiècle

#### Relations franco-japonaises

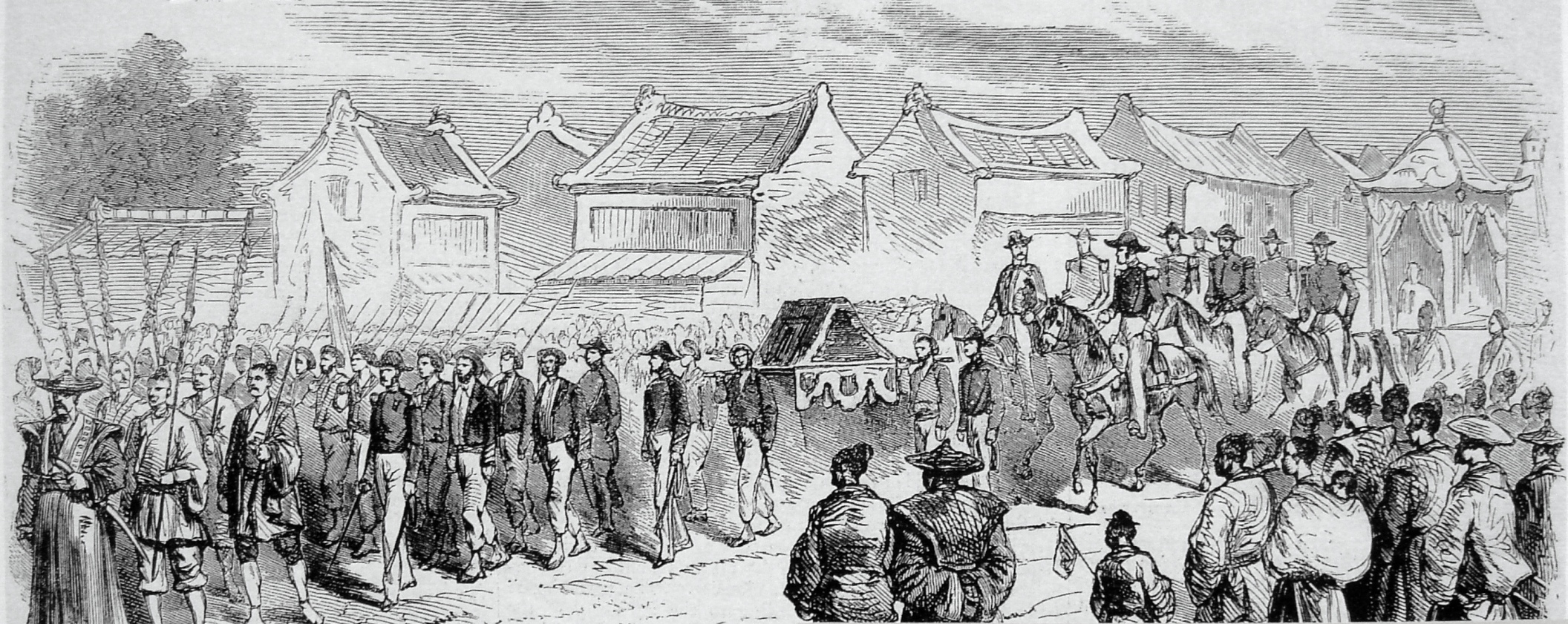
Le 4 février 1860, Duchesne de Bellecourt remet au shogun le traité ratifié d'amitié et de commerce entre la France et le Japon.

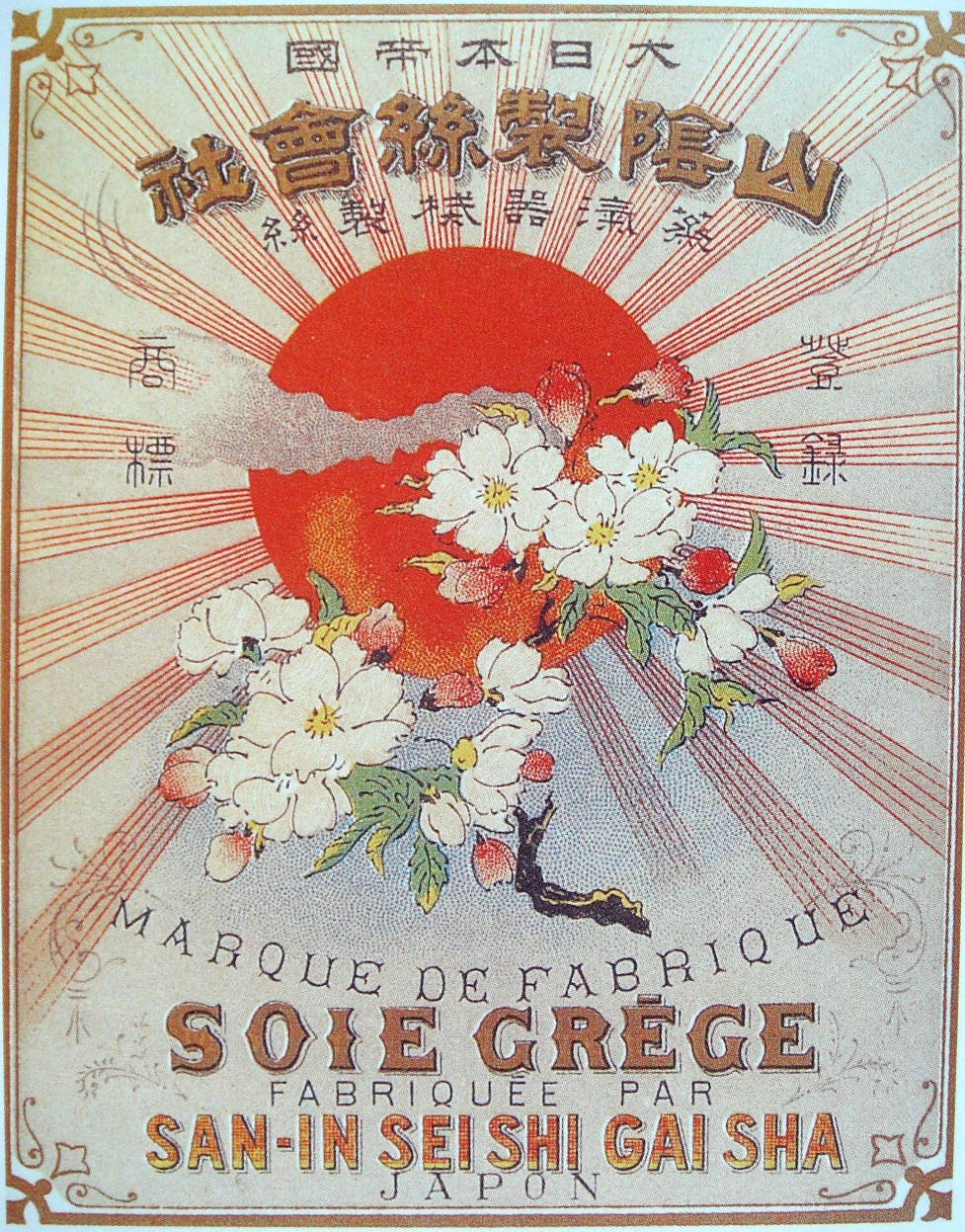
Étiquette pour un paquet de soie grège rédigée en japonais et en français.

Sous le Second Empire à la suite du travail de Gustave Duchesne de Bellecourt ambassadeur de France au Japon (1859-1864), les rapports entre les deux pays s’officialisent le 9 octobre 1858 autour du Traité de paix, d’amitié et de commerce. Ce traité faisant partie des traités inégaux prévoit notamment l’ouverture de cinq ports au commerce et aux sujets français (Hakodate, Kobe, Nagasaki, Niigata et Yokohama), ainsi que deux villes, Edo et Osaka[réf. nécessaire]. L’ambassadeur apporte finalement au shogun le traité franco-japonais ratifié le 4 février 1860.
L’ensemble de ses prérogatives concernant le Japon sera finalement confié par Napoléon III à Léon Roches. Ce derniers succède à Duchesne de Bellecourt. À cette période, c’est le shogun Tokugawa Yoshinobu qui règne sur le Japon. Il appartient à une dynastie (1603-1867) qui a su établir et préserver 250 ans de paix. Or, le Shogunat Tokugawa subit des pressions intérieures et extérieures. D’une part les partisans pour le rejet des étrangers qui vont se regrouper progressivement vers l’autorité impériale arguant la remise des pouvoirs à ce dernier, d’autre part les puissances étrangères qui forcent l’ouverture au commerce extérieur et hormis la France, favorisent la montée en puissance de l’empereur.
Léon Roches a su gagner la confiance du Shôgun, il tient dès lors une position privilégiée au regard du contexte naturellement hermétique du Japon hérité d’une culture multiséculaire. Il parvient à établir une relation diplomatique, culturelle, commerciale, industrielle et militaire, relation qui servira l’essor japonais et l’essor français sur des points cruciaux de leur développement et de leur histoire propre.

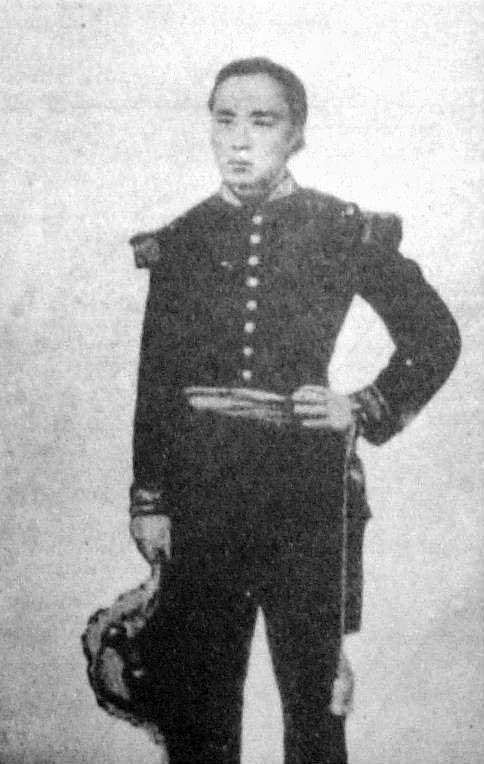
Tokugawa Yoshinobu en uniforme de militaire français tenant le bicorne.

En 1865 une ligne de navigation directe entre la France et le Japon est créée et assurée par la Compagnie des Messageries impériales (Messageries maritimes).
Par ailleurs en France, dans les années 1850 l’élevage des vers à soie est très durement touché par la pébrine. La production française alors à son apogée au sein des maisons soyeuses de l’industrie lyonnaise se dégrade considérablement et durablement. Le shogun Tokugawa envoie en présent des cocons de soie à Napoléon III. À partir de 1865, le commerce des graines et des balles de soie entre Yokohama et Lyon se développe (le jumelage entre Lyon et Yokohama initié par le consul général du Japon Louis Michallet sous l’égide du club Lyon-Japon fait écho à cette période). Ainsi, en cinq ans, Lyon devient première place mondiale du commerce de la soie. Et en 1872, afin de répondre à la forte demande étrangère, la première filature de soie est construite à Tomioka au Japon, la France jouant un rôle de premier plan dans les exportations japonaises.
Le shogun confie à la France la construction du premier arsenal maritime japonais. L’Empire de Napoléon III envoie ses ingénieurs qui dispensent savoir-faire et technologies. Léonce Verny entreprend la construction de l’arsenal de Yokosuka de 1865 à 1876. En 1866, afin de résister à la montée de rébellions intérieures attisées par les politiques et les agressions extérieures, le shogun demande qu’une mission militaire française soit envoyée pour moderniser et renforcer l’armée de terre qu’il dirige. L’empire français répond à cette demande par la vente d’armement et la venue au Japon du lieutenant d’artillerie Jules Brunet (qui sera plus tard appelé « dernier samouraï »). Il arrive ainsi sous les ordres du capitaine Jules Chanoine pour former l’armée du shôgun et instaurer une administration militaire fondée sur le modèle français.
En 1868, l’ambassadeur Léon Roches est rappelé en France après la chute du shogunat, tandis qu'à la suite du soutien du parti de l’empereur l’ambassadeur britannique reste au Japon. Le Japon moderne a rendu hommage aux liens étroits qui unirent l’Empire français et le Shogunat Tokugawa au travers du Budokan Miyamoto Musashi dont le toit rappelle le bicorne, couvre-chef de l’ancêtre de Napoléon III.

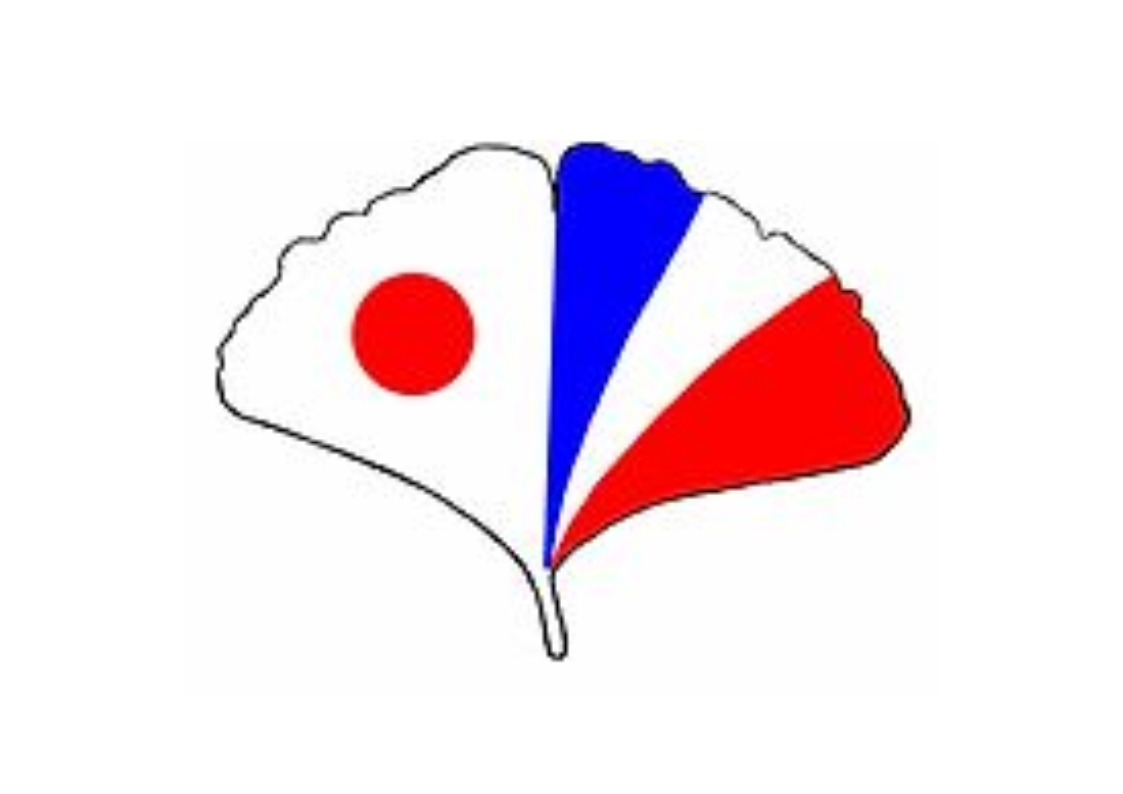
Drapeau officiel du 150e anniversaire des relations franco-japonaises.
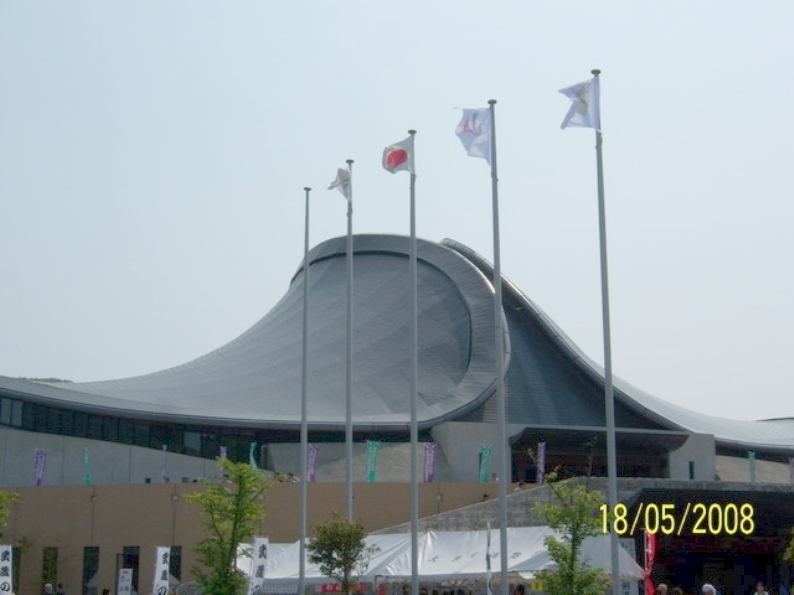
Budokan Miyamoto Musashi lors du 150e anniversaire des relations franco-japonaises, le 18 mai 2008.

#### Chronologie

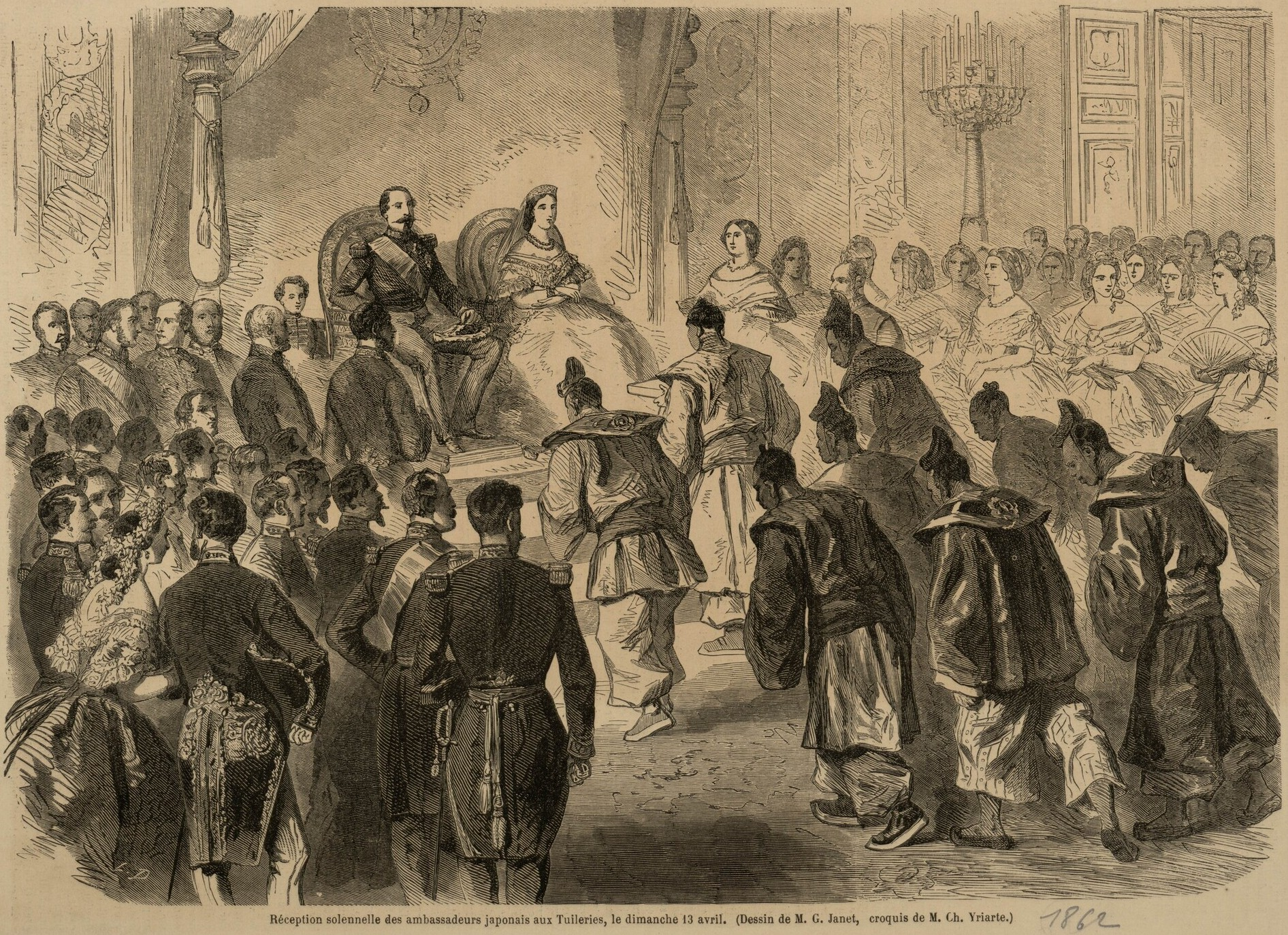
La réception des ambassadeurs japonais par Napoléon III en 1862.

- 1808 : le français est enseigné par le Néerlandais Hendrik Doeff à cinq Japonais, dans le but qu'ils deviennent interprètes.
- 1844 : l'expédition du Français Fornier-Duplan débarque à Okinawa. Les Japonais refusent d'ouvrir des relations commerciales, mais le Français apprend sa langue à un Japonais.
- 1855 : depuis le début d'ouverture des frontières du Japon (bakumatsu), la France signe, tout comme les États-Unis, un traité avec les Japonais à Okinawa le 24 novembre.
- 1858 : après le traité d'amitié et de commerce signé à Edo (actuellement Tokyo), des relations diplomatiques sont ouvertes entre les deux pays.
- 1862 : le shogun envoie une délégation en France conduite par Yasunori Takenouchi (竹内 保徳, Takenouchi Yasunori?).
- 1864 : arrivée de Léon Roches au Japon. Bombardement de Shimonoseki par les bateaux français, anglais, néerlandais et américains. Léonce Verny arrive au Japon pour la construction de l'arsenal de Yokosuka.
- 1865 : visite de Shibata Takenaka en France.
- 1865 : le 12 septembre 1865 le paquebot Dupleix des Messageries maritimes est le premier navire marchand français à pénétrer dans les eaux japonaises, offrant un service via Yokohama à la fois pour les passagers et pour les marchandises, dont la soie japonaise.

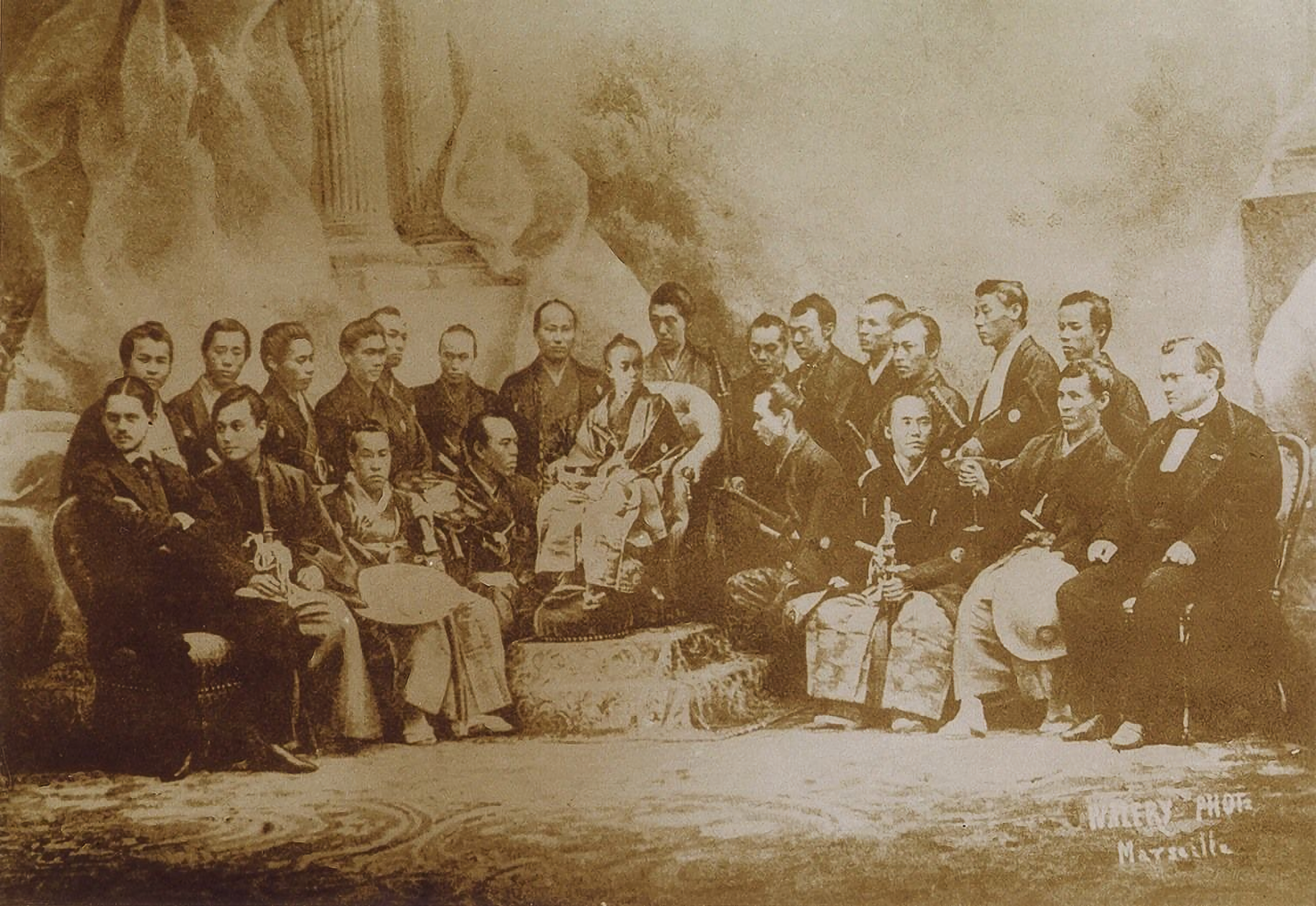
Délégation japonaise présente pour l'exposition universelle de Paris, 1867.

- 1867 : une mission militaire française conduite par Jules Chanoine arrive au Japon. Une délégation japonaise est présente pour l'Exposition universelle de Paris. Le Français Jean-François Coignet est envoyé au Japon pour prendre en charge la mine d'argent d'Ikuno dans la préfecture de Hyōgo.
- 1868 : 11 marins français sont tués par des forces rebelles au sud du Japon, lors de l'incident de Sakai.
- 1869 : des troupes françaises combattent aux côtés des troupes du shōgun conduites par Enomoto Takeaki contre les troupes impériales à Hakodate (voir République d'Ezo).
- 1870 : Henri Auguste Pélegrin dirige la construction d'un système d'éclairage des rues de Nihonbashi, Ginza et de Yokohama.
- 1872 : Paul Brunat ouvre la première usine moderne de fabrication de soie à Tomioka, dans la préfecture de Gunma. Deuxième mission militaire française au Japon.
- 1873 : l'expert en droit Gustave Émile Boissonade est envoyé au Japon pour achever la construction du système de lois moderne.
- 1874 : la seconde mission militaire française est envoyée au Japon et construit des centres de formation militaire.
- 1876 : arrivée au Japon du commandant Henri Rieunier (1833-1918) en mission diplomatique de la France, pour deux ans, à bord du Laclocheterie. Le Laclocheterie, en août 1876, est le premier bâtiment français à pénétrer dans la manche de Tartarie après ceux des équipages de La Pérouse au XVIIIe siècle de l'Astrolabe et de la Boussole. Le 24 janvier 1877 il fait partie de la flottille qui escorte le Mikado - qui est à bord du Takawo-maru - de Yokohama à Kobe. Sa visite - après accostage du Laclocheterie à Naha - au dernier roi indigène Shō Tai au château royal à Tsouri (ou Shuri) en mai 1877, dans la grande île du petit royaume tropical japonais des Ryūkyū, Okinawa, est historique.
- 1881 : arrivée de Georges Ferdinand Bigot au Japon.
- 1882 : des tramways français sont introduits à Asakusa.
- 1884 : troisième mission militaire française au Japon.
- 1885 : arrivée en mission diplomatique de la France au Japon pour deux ans de l'amiral Henri Rieunier (1833-1918) à bord du Turenne, commandant en chef de la division navale des mers de Chine orientale et du Japon. Le seul officier général français sur le sol de l'Empire du Soleil Levant.
- 1886 : le Français Louis-Émile Bertin (1840-1924), ingénieur général du Génie maritime, polytechnicien, arrive au Japon début 1886, détaché par le gouvernement français pour conseiller le gouvernement japonais dans la modernisation et le développement de la première marine militaire du Japon et de la défense côtière du Japon. Il repense totalement l'arsenal de Yokosuka, choisit de nouveaux emplacements, les propose et entreprend la construction des nouveaux arsenaux de Kure et de Sasebo. Les navires dont Bertin conseilla et supervisa la construction constituèrent le noyau de la flotte japonaise qui remporta la première guerre sino-japonaise (1894) et par la suite la guerre russo-japonaise (1905). Il reste plus de quatre ans au Japon dans cette fonction de conseiller naval du gouvernement japonais, parle le japonais et a des relations étroites avec l'empereur Meiji et de hauts dignitaires du gouvernement de l'Empire et de ses forces armées.

### XXeetXXIesiècles

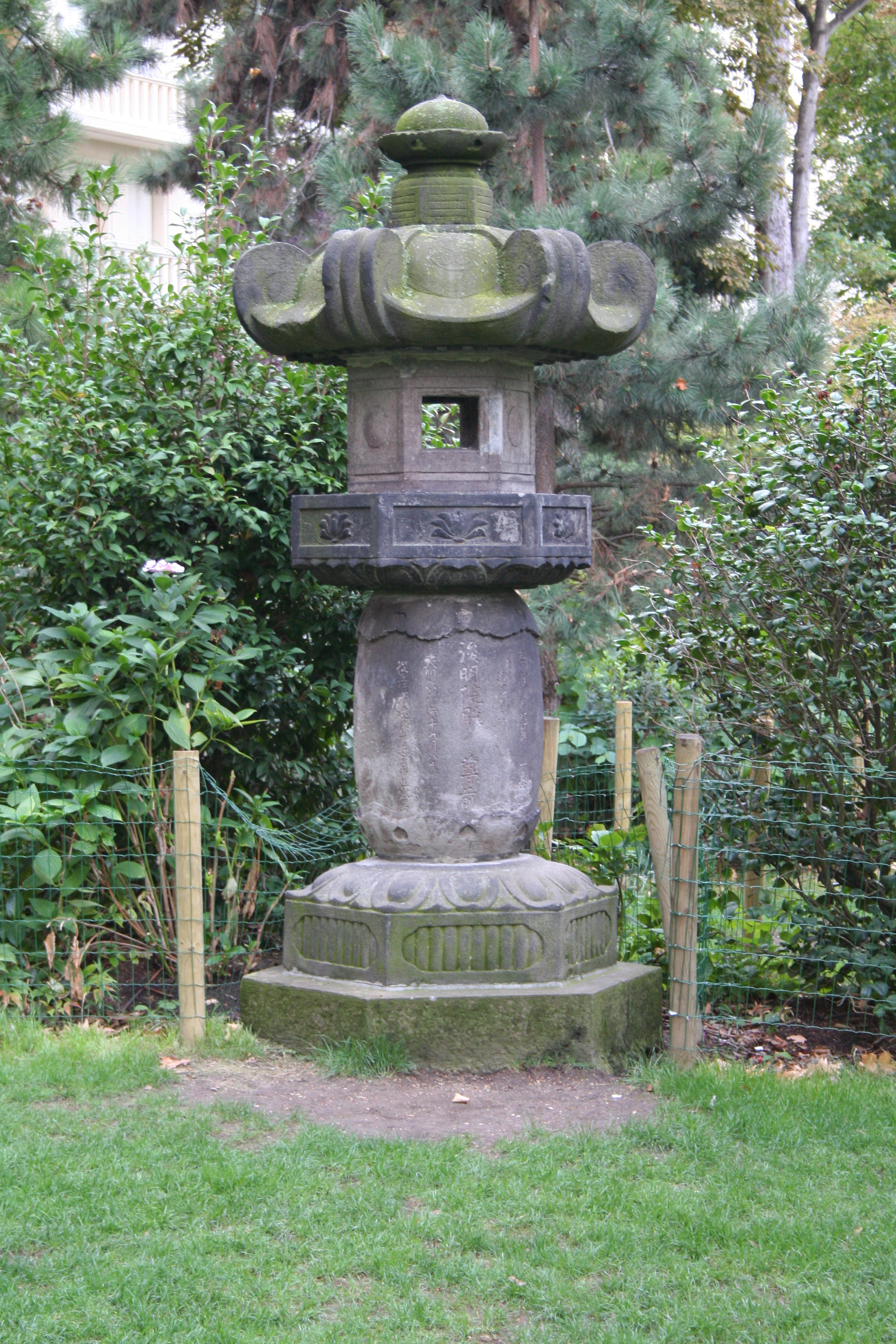
Lanterne japonaise dans le parc Monceau, près d'une plaque célébrant le pacte d'amitié entre Paris et Tokyo de 1982.

- 1906 : arrivée d'Auguste Gérard (1852-1922), premier ambassadeur de France au Japon, la légation prenant rang d'ambassade. L'ambassadeur consolide l'amitié franco-japonaise, dans la perspective probable d'une guerre contre l'Allemagne. À son départ en 1913, le Japon lui fait des adieux grandioses.
- 1910 : Sakichi Toyoda, le fondateur du groupe Toyota, fait une visite en France pour y étudier les techniques de production.
- 1918 : Quatrième mission militaire française au Japon.
- 1922: Mission Joffre en Extrême-Orient.
- 1924 : Première liaison aérienne entre la France et le Japon. Création de la Maison franco-japonaise dans le quartier d'Ebisu, à Tokyo.
- 1940 : Invasion japonaise de l'Indochine.
- 1941 : Guerre franco-thaïlandaise après que le Japon a conclu une alliance avec la Thaïlande.
- 1952 : Création de l'Institut franco-japonais de Tokyo.

Dans les années 1990 et 2000, la France a été très impliquée dans les échanges avec le Japon. Cela pourrait être le résultat de la politique menée par Jacques Chirac vis-à-vis du Japon. Le président français a en effet effectué pas moins de quarante visites dans ce pays, plus que n'importe quel autre président. La France a lancé le programme « Le Japon, c'est possible » destiné à encourager les exportations vers ce pays. Le Japon et la France ont aussi construit la maison de la culture du Japon à Paris. Sur la période 1993-2004, le montant des échanges commerciaux entre les deux pays a augmenté de 50 %, le Japon devenant le neuvième client de la France. La France se place en troisième position quant aux investissements au Japon.
La France et le Japon ont travaillé ensemble dans des missions humanitaires, principalement dans des missions contre le sida et le sous-développement dans des pays africains : Djibouti, Madagascar, Ouganda.
Le Japon et la France partagent beaucoup d'idées sur l'art et la cuisine. Le Japon a été influencé par la cuisine française. En France, ce sont les mangas qui font connaître le Japon, et certains mangas ont pour toile de fond des épisodes de l'histoire de France (La Rose de Versailles, et plus récemment Nodame Cantabile et Les Gouttes de Dieu).
Dans le domaine économique, les deux pays sont actuellement en train de collaborer étroitement au sujet des réacteurs nucléaires de nouvelle génération. En juin 2005, la France et le Japon ont annoncé un projet commun pour construire un nouvel avion supersonique, qui pourrait être le successeur du Concorde. Un partenariat public-privé tout à fait original vient d'être signé entre la France et un consortium franco-japonais pour la reconstruction d'une nouvelle ambassade de France au Japon.

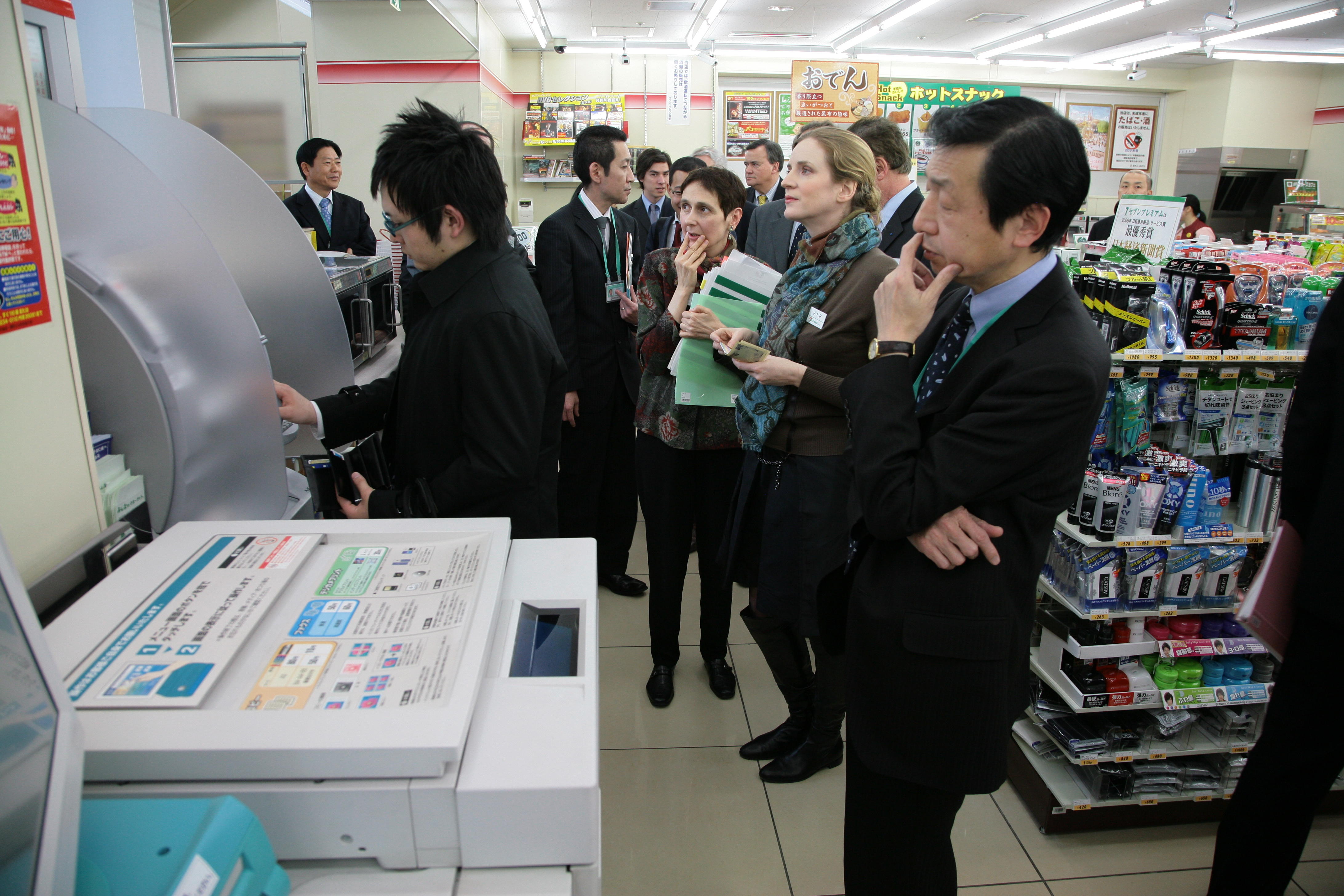
Visite de Nathalie Kosciusko-Morizet, alors secrétaire d'État chargée de la Prospective et du Développement numérique, dans un 7-Eleven de Tokyo, février 2009.

Le cent cinquantième anniversaire des relations franco-japonaises a été célébré en 2008.
Depuis 2005, environ 30 000 Japonais vivent en France, contre 25 000 en 2000, et 15 000 en 1990. La moitié d'entre eux vivrait en Île-de-France, et fréquenterait régulièrement le quartier japonais de Paris situé autour de la rue Sainte-Anne dans les 1er et 2e arrondissements, près de l'Opéra Garnier. Le premier restaurant japonais du quartier, Takara, fut ouvert en 1963, rue Molière, par Takumi Ashibe.
En 2008, on comptabilisait 9 000 Français au Japon, contre 5 000 en 2000, et 3 000 en 1990. Le quartier français à Tokyo se trouve dans le quartier de Kagurazaka près d'Iidabashi, dans l'arrondissement de Chiyoda, où se trouvait jadis l'ambassade de France au Japon.
Fin septembre 2013, le gouvernement japonais accepte officiellement l'aide française pour la décontamination et le démantèlement des réacteurs défectueux de la centrale de Fukushima Daiichi[réf. nécessaire].
En mai 2023, le président français Emmanuel Macron se rend à Hiroshima pour le sommet des pays du G7.

## Français au Japon
- François Caron de 1619 à 1641.
- Bernard Petitjean de 1860 à 1884, prêtre catholique missionnaire au Japon devenu le premier vicaire apostolique de ce pays.
- Léon Dury de 1862 à 1878, médecin, diplomate consul de France à Nagasaki en 1862, puis enseignant, il fonde à Kyoto, en 1872, la première école française dont il devient directeuret enseigne dans une école appelée Kaisei Gakkō qui deviendra l'Université de Tokyo.
- Léon Roches de 1864 à 1868.
- Léonce Verny de 1864 à 1866.
- Jules Brunet de 1867 à 1869.
- Gustave Émile Boissonade au Japon de 1873 à 1895.
- Émile Guimet au Japon en 1876.
- Félix Régamey, peintre et dessinateur
- Henri Rieunier, amiral, de mai 1876 à janvier 1878, puis d'avril 1885 à février 1887.
- Hugues Krafft voyageur et photographe, amateur du Japon, y séjourna plusieurs mois en 1882-1883.
- Louis-Émile Bertin, ingénieur général du Génie maritime au Japon de 1886 à 1890, créateur de la marine militaire du Japon, il repensa de fond en comble l'arsenal de Yokosuka et créa les arsenaux de Kure et de Sasebo.
- Charles-Émile Bertin, de 1886 à 1889 avec ses parents, puis dans le cadre des missions militaires françaises de 1904 à 1906 et de 1909 à 1912.
- Auguste Gérard, ambassadeur de France au Japon (1906-1913).
- Joseph Joffre, Maréchal de France (1922).
- Paul Claudel, ambassadeur français à Tokyo de 1922 à 1928.
- Noël Nouet, poète et peintre, de 1926 à sa mort en 1969.
- Pierre Barouh, dans les années 1980 avec son label Saravah.
- Péter Frankl, mathématicien et jongleur, depuis 1988.
- Julie Dreyfus, actrice, depuis 1988.
- Clémentine, chanteuse, depuis 1990.
- Philippe Troussier, sélectionneur de l'équipe du Japon de football entre 1998 et 2002, manager du club FC Ryūkyū en 3e division japonaise de 2008 à 2010.
- Inès Ligron, directrice de Miss Univers Japan de 1998 à 2009.
- Michaël Ferrier, écrivain.
- Carlos Ghosn, PDG du constructeur automobile japonais Nissan depuis 2001.
- Boris Le Lay, blogueur et militant français d'extrême droite, depuis 2013.

## Japonais en France
- Hasekura Tsunenaga en octobre 1615.
- Fukuzawa Yukichi en 1862.
- Shibata Takenaka en 1865.
- Takashima Hokkai, peintre, ingénieur, botaniste de 1885 à 1888.
- Kikou Yamata, écrivaine née en France en 1897.
- Tsugouharu Foujita, peintre, de 1913 à 1931, et de 1949 à sa mort en 1968.
- Shūzō Kuki, philosophe, de 1924 à 1927, et de 1928 à 1929.
- Sadami Yokote, peintre, de 1927 à sa mort en 1931.
- Takanori Oguiss, peintre, de 1927 à 1940, puis de 1948 à sa mort en 1986.
- Sessue Hayakawa, acteur, de 1937 à 1949.
- Takumi Ashibe, cuisinier, de  1954 à sa mort en 2019.
- Kanō Minoru, sculpteur, de 1957 à sa mort en 2007.
- Akira Tanaka, peintre, de 1959 à sa mort en 1982.
- Hiroko Matsumoto, mannequin, de 1960 à sa mort en 2003.
- Kenzō Takada, couturier, depuis 1964.
- Yoshi Oida, metteur en scène, depuis 1968.
- Satoru Satō, artiste contemporain, depuis 1969.
- Akira Mizubayashi, écrivain de 1973 à 1983.
- Mikio Watanabe, graveur, depuis 1977.
- Issei Sagawa, le « Japonais cannibale » du début des années 1980.
- Sadaharu Aoki, pâtissier, depuis 1991.
- Tomuya, chanteur, depuis 1992.
- Yuki Onodera, photographe, depuis 1993.
- Hisayuki Takeuchi, cuisinier, depuis 1999.
- Hitonari Tsuji, romancier et acteur, depuis 2003.
- Miho Nakayama, chanteuse et actrice, depuis 2003.
- Saki Kumagai, footballeuse internationale évoluant à l'Olympique lyonnais, depuis 2013.